# Ga Cầu Diễn
Ga Cầu Diễn là một trong những nhà ga tàu điện của Tuyến số 3: Nhổn – Ga Hà Nội, nằm trên đường Cầu Diễn, phường Cầu Diễn, quận Nam Từ Liêm, Hà Nội.

## Lịch sử
- 8 tháng 8 năm 2024: Vận hành đoạn trên cao Tuyến số 3: Nhổn – Ga Hà Nội đoạn từ Ga Nhổn ~ Ga Cầu Giấy[2]

## Hình ảnh

Nơi chờ tàu của ga Cầu Diễn

Tầng bán vé của ga Cầu Diễn

## Cấu trúc

### Bố trí ga

#### Tuyến 3
| 2F Tầng ke ga                   | Ke ga bên, cửa sẽ mở ở bên phải              | Ke ga bên, cửa sẽ mở ở bên phải                                         |
| Ke ga 2                         | ← T3 Tuyến 3 đi Phú Diễn (Hướng đi Nhổn)     |                                                                         |
| Ke ga 1                         | T3 Tuyến 3 đi Lê Đức Thọ (Hướng đi Hà Nội) → |                                                                         |
| Ke ga bên, cửa sẽ mở ở bên phải |                                              |                                                                         |
| 1F Tầng trung chuyển            | Tầng 1                                       | Khu bán vé, khu thương mại, khu kỹ thuật, lối lên xuống và cổng soát vé |
| G                               | Mặt đất                                      | Lối lên xuống                                                           |

## Xung quanh nhà ga
- UBND quận Nam Từ Liêm
- Quận ủy Nam Từ Liêm
- Công an phường Cầu Diễn
- Bưu điện Nam Từ Liêm
- Nhà máy Z157
- Khu đô thị TNR Goldmark City
- Vinhomes Gardenia
- Siêu thị Thành Đô